# DREAM
Dream (изписвано с главни букви DREAM) е японска организация за смесени бойни изкуства (MMA), популяризирана от бивши ръководители на Pride FC и промоутъра K-1 Fighting and Entertainment Group. Dream замени предишната серия на FEG за смесени бойни изкуства, Hero's. Сериалът запази много от стилистичните процъфтявания и персонала от предаванията на Pride FC, включително представящия битките Lenne Hardt. В Америка промоцията е излъчена по HDNet. Те популяризират над 20 предавания, подчертаващи някои от най-добрите японски и международни таланти в ММА, създавайки или подобрявайки кариерата на топ класирани бойци като Шиня Аоки, Гесиас Кавалканте, Тацуя Каваджири, Джакаре Соуса, Еди Алварес, Джейсън Милър, Казуши Сакураба, Гегард Мусаси и Алистър Овърийм.
|  | Тази страница частично или изцяло представлява превод на страницата Dream (mixed martial arts) в Уикипедия на английски. Оригиналният текст, както и този превод, са защитени от Лиценза „Криейтив Комънс – Признание – Споделяне на споделеното“, а за съдържание, създадено преди юни 2009 година – от Лиценза за свободна документация на ГНУ. Прегледайте историята на редакциите на оригиналната страница, както и на преводната страница, за да видите списъка на съавторите. ВАЖНО: Този шаблон се отнася единствено до авторските права върху съдържанието на статията. Добавянето му не отменя изискването да се посочват конкретни източници на твърденията, които да бъдат благонадеждни. |